# 石桥镇 (当涂县)
石桥镇，是中华人民共和国安徽省马鞍山市当涂县下辖的一个乡镇级行政单位。

## 行政区划
石桥镇下辖以下地区：
石桥社区、马桥社区、永新村、起垅村、黎明村、谢公村、陶村、团林村、石桥村、团月村、光华村、双桥村、济南村、沛东村、济东村、万济村和普济村。